# Juliaca cruenta
Juliaca cruenta är en insektsart som beskrevs av Young 1977. Juliaca cruenta ingår i släktet Juliaca och familjen dvärgstritar. Inga underarter finns listade i Catalogue of Life.